# Juan I de Portugal
Juan I de Portugal (Lisboa, 11 de abril de 1357-Lisboa, 13 de agosto de 1433) fue rey de Portugal, fundador de la Dinastía de Avís. Era hijo bastardo del infante Pedro (que luego sería el rey Pedro I de Portugal) y de la plebeya (lisboeta o gallega) Teresa Gille Lourenço.  
Fue el primer monarca en redactar en lengua vernácula (portugués) las leyes de su reino; ejecutó numerosas obras públicas y mereció los apelativos de “Juan el Grande”, «Juan el Grandioso» y «Juan el Padre del Pueblo». Sin embargo, el único título que se le atribuye en Portugal es «El de Buena Memoria». 
Nacido durante las postrimeras del reinado de su abuelo Alfonso IV, su padre subió  al trono portugués en mayo de 1357, a un mes de su nacimiento. Ya que no podía ser criado en la Corte, por encargo de su padre el infante Pedro, Juan fue criado y educado por su abuelo materno, el mercader Lourenço Martins da Praça. En 1364 fue consagrado maestre de la Orden de Avis.
A la muerte de Pedro I, el 18 de enero de 1367, ascendió al trono el hijo de este (medio hermano de Juan), Fernando I de Portugal. Fernando I murió en Lisboa el 22 de octubre de 1383. 
A la muerte del rey Fernando I, Leonor, su viuda, conforme al tratado de Salvaterra de Magos por el que se llevó a cabo el matrimonio entre su hija Beatriz y el rey Juan I de Castilla, y conforme al testamento del rey difunto, se encargó de la regencia y el gobierno en nombre de su hija Beatriz.
A su muerte (causada por la peste negra) en 1433 fue sucedido en el trono por su hijo Eduardo.

## Crisis dinástica de 1383-1385
Cuando el 22 de octubre de 1383 falleció el rey Fernando I estalló una importante crisis dinástica, debido a la no existencia de heredero varón. El trono correspondía por derecho a la infanta Beatriz de Borgoña, hija del difunto rey, pero esta posibilidad contaba con fuertes opositores, ya que Beatriz se había casado con Juan I rey de Castilla, por lo que de heredar la Corona portuguesa, el rey castellano se convertiría en monarca de Portugal, lo que supondría la sumisión de Portugal a Castilla y la pérdida de la independencia.
El rey Juan I de Castilla tomó el título de rey de Portugal por derecho de su esposa Beatriz, e inició una intervención militar en Portugal estableciéndose en Guarda; ante esto, el temor de la integración de Portugal en Castilla, y la oposición a la regencia de Leonor Téllez, generó una rebelión popular y una guerra civil. A principios de diciembre de 1383, se produjo en Lisboa el levantamiento. El maestre de Avís asesinó al favorito de la regente, Juan Fernández de Anderio, conde de Ourém, y tras ello el pueblo llano se levantó contra el gobierno a instigación de Álvaro Pais, en el que resultó muerto Martinho Anes, obispo de Lisboa. El levantamiento se extendió a las provincias, cobrándose la vida de la abadesa de monjas benedictinas en Évora, el prior de la colegiata de Guimarães, o de Lançarote Pessanha, Almirante de Portugal, en Beja. 
La reina Leonor huyó de Lisboa con la Corte y se refugió en Alenquer. En Lisboa, Álvaro Pais propuso el matrimonio del maestre de Avís con Leonor para encargarse de la regencia de forma conjunta, pero Leonor lo rechazó, y ante las noticias de la venida del rey castellano, el maestre de Avís fue elegido defensor y regidor del reino el 16 de diciembre de 1383, como defensor de los derechos del infante Juan de Portugal, primogénito de Inés de Castro, designó a João das Regras como canciller y a Nuno Álvares Pereira como condestable, y pidió ayuda a Inglaterra. Trató de asediar Alenquer pero Leonor huyó a Santarém. De modo que regresaron a preparar la defensa de Lisboa. En Santarém, Leonor procedió a reclutar un ejército y pidió ayuda a su yerno el rey de Castilla. Juan I de Castilla emprendió el camino de Santarém, y allí obtuvo el 13 de enero la renuncia de Leonor a la regencia. El levantamiento tuvo el apoyo de la burguesía pero no de la aristocracia, que se mantuvo apoyando a la regencia de Leonor. y cuando esta renunció, en apoyo del rey Juan I de Castilla y de su esposa Beatriz. Sin embargo, esto alentó a la causa del maestre de Avís a justificar la revuelta en tanto que se había conculcado el tratado de Salvaterra de Magos.
Los fracasos de Juan I de Castilla favorecieron la causa del maestre de Avís, y el 6 de abril de 1385 las Cortes portuguesas reunidas en Coímbra, tras haber declarado ilegítima a Beatriz, procedieron a elegir y proclamar al maestre de Avís como Juan I de Portugal. Las siguientes derrotas castellanas en Trancoso y Aljubarrota en mayo y en agosto de 1385 supusieron el fin de la posibilidad de imponerse Juan I de Castilla y Beatriz como reyes de Portugal. 
Tras estas derrotas castellanas, Juan I de Portugal obtuvo el control de las plazas que aún le eran adversas. Desde la comarca de Santarem, emprendió el dominio de la región al norte del Duero donde había caballeros portugueses que mantenían fidelidad a Beatriz y a Juan I de Castilla: Villareal de Pavões, Chaves y Braganza capitularon a finales de marzo de 1386, y Almeida, a principios de junio de 1386. El 9 de mayo de 1386, Portugal e Inglaterra establecieron una alianza por el tratado de Windsor por la que Portugal apoyaba las reivindicaciones legitimistas de los descendientes de Pedro I el Cruel: su hija Constanza y su marido Juan de Gante, que se intitulaban como reyes de Castilla desde 1372. Sin embargo, la campaña anglo-portuguesa contra Castilla no tuvo éxito por lo que Juan de Gante y Juan I de Castilla negociaron un acuerdo a espaldas del rey portugués, el tratado de Bayona del 8 de julio de 1388. La interrupción de la guerra de los Cien Años en la tregua de Leulinghem motivó la tregua de Monçao del 23 de noviembre de 1389, por la que Castilla y Portugal restauraban al adversario las plazas ocupadas, pero aún quedaban pendientes las reclamaciones dinásticas que alargaron el sistema de treguas con Castilla hasta la paz definitiva en 1431.

## Reinado

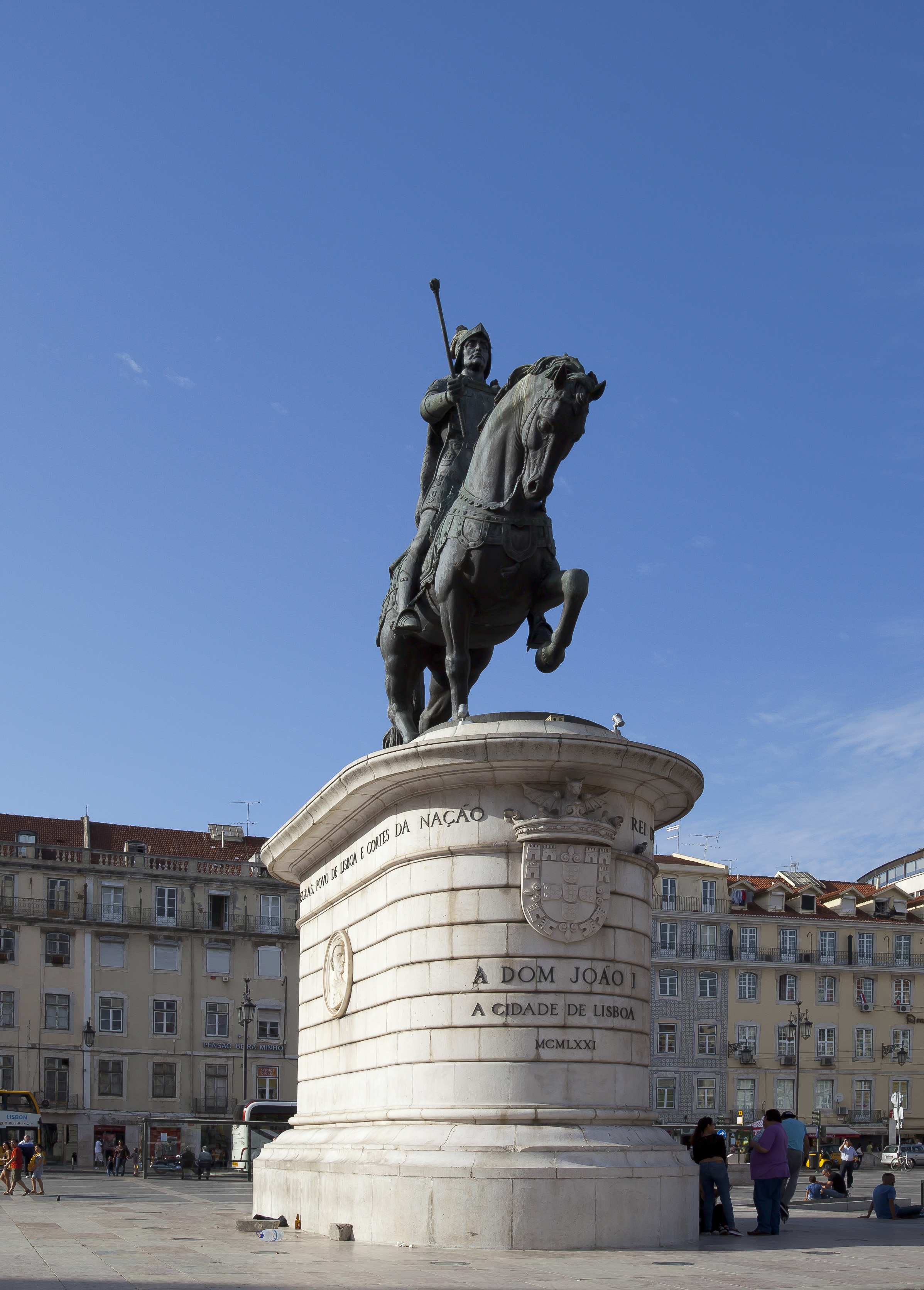
Estatua en su honor en la plaza de Figueira, Lisboa.

Juan I de Castilla murió en 1390 sin hijos de su esposa Beatriz, lo que significaba que una línea de sangre legítima competitiva con un reclamo al trono de Portugal se extinguió. Juan I de Portugal pudo gobernar en paz y concentrarse en el desarrollo económico y la expansión territorial de su reino. Las acciones militares más importantes fueron el asedio y conquista de la ciudad de Ceuta por parte de Portugal en 1415, y la defensa exitosa de Ceuta de un contraataque marroquí en 1419. Estas medidas estaban destinadas a ayudar a tomar el control de la navegación de la costa africana y las rutas comerciales del interior de África
Las incursiones y ataques de la Reconquista en la península ibérica crearon cautivos en ambos lados que fueron rescatados o vendidos como esclavos. La Corona portuguesa extendió esta práctica al norte de África. Después del ataque a Ceuta, el rey buscó el reconocimiento papal de la acción militar como una cruzada. Tal decisión habría permitido que los capturados fueran vendidos legítimamente como esclavos. En respuesta a la solicitud de Juan, el papa Martín V emitió la bula papal Sane charissimus del 4 de abril de 1418, que confirmó al rey todas las tierras que podría ganar de los moros. Bajo los auspicios del Príncipe Enrique el Navegante, se organizaron viajes para explorar la costa africana. Esto condujo al descubrimiento de las islas deshabitadas de Madeira en 1417 y las Azores en 1427; todos fueron reclamados por la Corona portuguesa.
Falleció en 1433 y recibió sepultura en la Capela do Fundador en el monasterio de Batalha, donde también habían sido depositados los restos de la reina Felipa.

## Legado
Los escritores contemporáneos describen a Juan como un hombre ingenioso que estaba muy interesado en concentrar el poder en sí mismo, pero al mismo tiempo poseía un comportamiento benévolo y amable. Su educación juvenil como maestro de una orden religiosa lo convirtió en un rey excepcionalmente aprendido para la Edad Media. Su amor por el conocimiento y la cultura se transmitió a sus hijos, a quienes los historiadores portugueses se refieren colectivamente como la "generación ilustre" (Ínclita geração): Eduardo, el futuro rey, era poeta y escritor; Pedro, duque de Coímbra, fue uno de los príncipes más eruditos de su tiempo; y el príncipe Enrique el Navegante, el duque de Viseo, invirtió fuertemente en ciencia y en el desarrollo de actividades náuticas. En 1430, la única hija sobreviviente de Juan, Isabel, se casó con Felipe el Bueno, duque de Borgoña, y disfrutó de una cultura de corte extremadamente refinada en sus tierras; ella era la madre de Carlos el Temerario.

## Descendencia

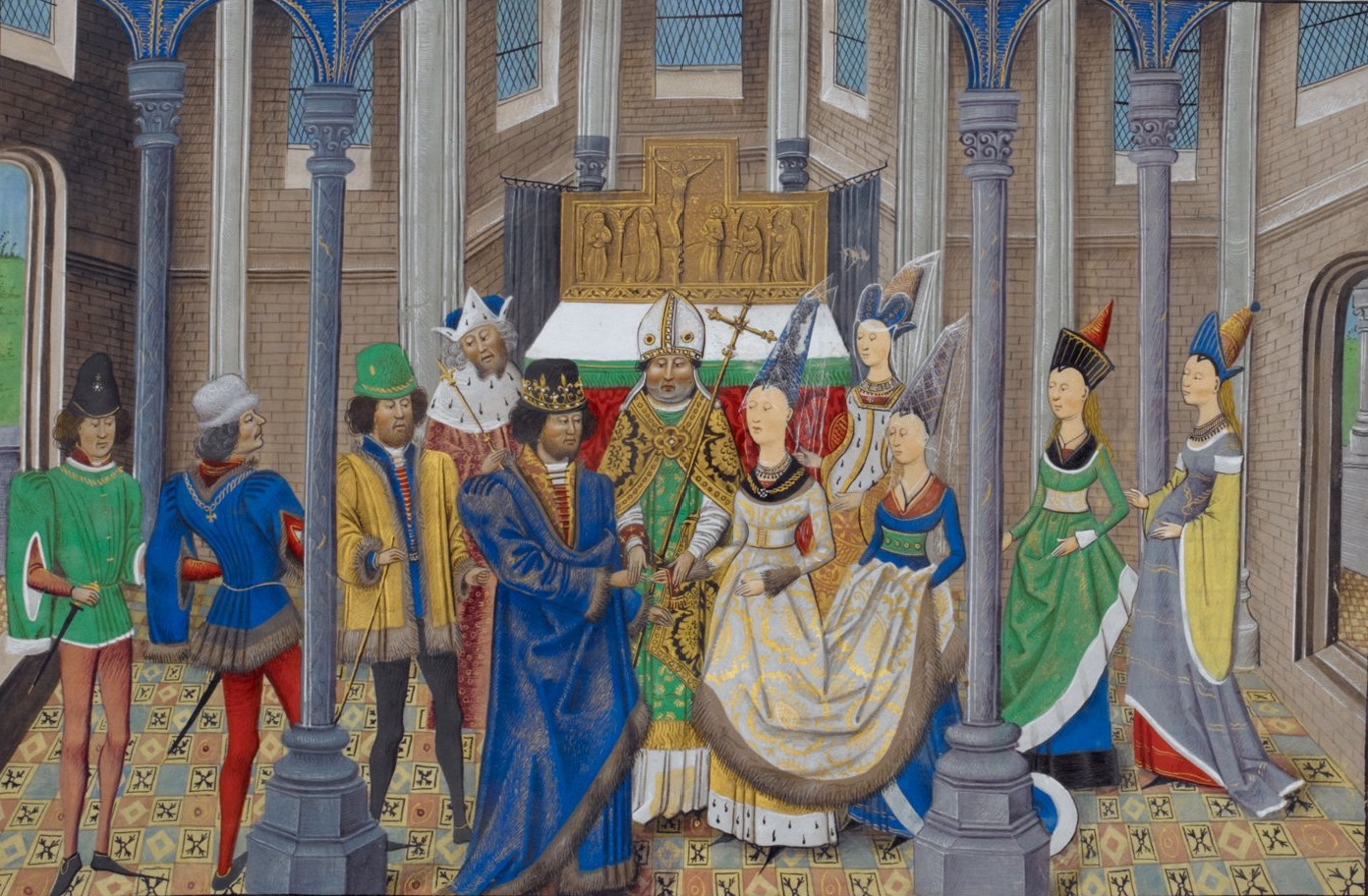
Boda de Juan I y Felipa de Lancaster

Antes de contraer matrimonio con Felipa de Lancaster y siendo aún maestre de Avis, mantuvo una relación amorosa con Inés Pires de quien tuvo dos hijos:
- Alfonso, VIII conde de Barcelos y I duque de Braganza, fue el fundador de la Dinastía de Braganza;[23][24][25]
- Beatriz, casada con Thomas FitzAlan, XII conde de Arundel.[26][23][24]

En el año 1387 contrajo matrimonio con Felipa de Lancaster, hija de Juan de Gante, duque de Lancaster e hijo de Eduardo III de Inglaterra, y hermana de Enrique IV de Inglaterra. De esta unión nacieron:
- Blanca (Lisboa, 13 de julio de 1388-1389), vivió unos ocho meses y fue sepultada en la catedral de Lisboa a los pies de su bisabuelo, el rey Alfonso IV;[27][28]
- Alfonso (Santarém, 30 de julio de 1390-22 de diciembre de 1400),[29][30] el heredero, vivió unos diez años y fue enterrado en la catedral de Braga;[31]
- Eduardo o Duarte (Viseo, 31 de octubre de 1391-1438), sucesor de su padre con el nombre de Eduardo I;[31]
- Pedro (Lisboa, 9 de diciembre de 1392-20 de mayo de 1449),[32][33] I duque de Coímbra, señor de Montemor-o-Velho,[31] y regente de Portugal durante la minoría de su sobrino Alfonso V;
- Enrique el Navegante (Oporto, 4 de marzo de 1394-1460), I duque de Viseo y señor de Covillana;[31][34]
- Isabel (Évora, 21 de febrero de 1397-1471), duquesa consorte de Borgoña[31] por su matrimonio con Felipe III el Bueno y madre de Carlos el Temerario;[35]
- Juan (Santarém, enero de 1400-1442), regidor y gobernador de la Orden de Santiago;[31][35]
- Fernando el Santo Infante (Santarém, 29 de septiembre de 1402-1443), regidor y gobernador de la Orden de Avis.[36][37]

## Ancestros
| \| \| \| \| \| \| \| \| \| \| \| \| \| \| \| \| \| \| \| \| 16. Alfonso III de Portugal \| \| \| \| \| \| \| \| \| \| \| \| \| \| \| \| \| \| \| \| \| \| \| \| \| \| \| \| \| \| \| \| \| \| \| \| \| \| \| \| \| \| \| \| \| \| \| \| \| \| \| \| \| \| 8. Dionisio I de Portugal \| \| \| \| \| \| \| \| \| \| \| \| \| \| \| \| \| \| \| \| \| \| \| \| \| \| \| \| \| \| \| \| \| \| \| \| \| \| \| \| \| \| \| \| \| \| \| \| \| \| \| \| \| \| 17. Beatriz de Castilla \| \| \| \| \| \| \| \| \| \| \| \| \| \| \| \| \| \| \| \| \| \| \| \| \| \| \| \| \| \| \| \| \| \| \| \| \| \| \| \| \| \| \| \| \| \| \| \| \| \| \| \| \| \| 4. Alfonso IV de Portugal \| \| \| \| \| \| \| \| \| \| \| \| \| \| \| \| \| \| \| \| \| \| \| \| \| \| \| \| \| \| \| \| \| \| \| \| \| \| \| \| \| \| \| \| \| \| \| \| \| \| \| \| \| \| 18. Pedro III de Aragón \| \| \| \| \| \| \| \| \| \| \| \| \| \| \| \| \| \| \| \| \| \| \| \| \| \| \| \| \| \| \| \| \| \| \| \| \| \| \| \| \| \| \| \| \| \| \| \| \| \| \| \| \| \| 9. Isabel de Portugal (santa) \| \| \| \| \| \| \| \| \| \| \| \| \| \| \| \| \| \| \| \| \| \| \| \| \| \| \| \| \| \| \| \| \| \| \| \| \| \| \| \| \| \| \| \| \| \| \| \| \| \| \| \| \| \| 19. Constanza II de Sicilia \| \| \| \| \| \| \| \| \| \| \| \| \| \| \| \| \| \| \| \| \| \| \| \| \| \| \| \| \| \| \| \| \| \| \| \| \| \| \| \| \| \| \| \| \| \| \| \| \| \| \| \| \| \| 2. Pedro I de Portugal \| \| \| \| \| \| \| \| \| \| \| \| \| \| \| \| \| \| \| \| \| \| \| \| \| \| \| \| \| \| \| \| \| \| \| \| \| \| \| \| \| \| \| \| \| \| \| \| \| \| \| \| \| \| 20. Alfonso X de Castilla \| \| \| \| \| \| \| \| \| \| \| \| \| \| \| \| \| \| \| \| \| \| \| \| \| \| \| \| \| \| \| \| \| \| \| \| \| \| \| \| \| \| \| \| \| \| \| \| \| \| \| \| \| \| 10. Sancho IV de Castilla \| \| \| \| \| \| \| \| \| \| \| \| \| \| \| \| \| \| \| \| \| \| \| \| \| \| \| \| \| \| \| \| \| \| \| \| \| \| \| \| \| \| \| \| \| \| \| \| \| \| \| \| \| \| 21. Violante de Aragón \| \| \| \| \| \| \| \| \| \| \| \| \| \| \| \| \| \| \| \| \| \| \| \| \| \| \| \| \| \| \| \| \| \| \| \| \| \| \| \| \| \| \| \| \| \| \| \| \| \| \| \| \| \| 5. Beatriz de Castilla \| \| \| \| \| \| \| \| \| \| \| \| \| \| \| \| \| \| \| \| \| \| \| \| \| \| \| \| \| \| \| \| \| \| \| \| \| \| \| \| \| \| \| \| \| \| \| \| \| \| \| \| \| \| 22. Alfonso de Molina \| \| \| \| \| \| \| \| \| \| \| \| \| \| \| \| \| \| \| \| \| \| \| \| \| \| \| \| \| \| \| \| \| \| \| \| \| \| \| \| \| \| \| \| \| \| \| \| \| \| \| \| \| \| 11. María de Molina \| \| \| \| \| \| \| \| \| \| \| \| \| \| \| \| \| \| \| \| \| \| \| \| \| \| \| \| \| \| \| \| \| \| \| \| \| \| \| \| \| \| \| \| \| \| \| \| \| \| \| \| \| \| 23. Mayor Alfonso de Meneses \| \| \| \| \| \| \| \| \| \| \| \| \| \| \| \| \| \| \| \| \| \| \| \| \| \| \| \| \| \| \| \| \| \| \| \| \| \| \| \| \| \| \| \| \| \| \| \| \| \| \| \| \| \| 1. Juan I, rey de Portugal \| \| \| \| \| \| \| \| \| \| \| \| \| \| \| \| \| \| \| \| \| \| \| \| \| \| \| \| \| \| \| \| \| \| \| \| \| \| \| \| \| \| \| \| \| \| \| \| \| \| \| \| \| \| 6. Lourenço Martins \| \| \| \| \| \| \| \| \| \| \| \| \| \| \| \| \| \| \| \| \| \| \| \| \| \| \| \| \| \| \| \| \| \| \| \| \| \| \| \| \| \| \| \| \| \| \| \| \| \| \| \| \| \| 3. Teresa Gille Lourenço \| \| \| \| \| \| \| \| \| \| \| \| \| \| \| \| \| \| \| \| \| \| \| \| \| \| \| \| \| \| \| \| \| \| \| \| \| \| \| \| \| \| \| \| \| \| \| \| \| \| \| \| \| \| 7. Sancha Martins \| \| \| \| \| \| \| \| \| \| \| \| \| \| \| \| \| \| \| \| \| \| \| \| \| \| \| \| \| \| \| \| \| \| \| \| \| \| \| \| \| \| \| \| \| \| \| \| \| \| \| \| |                               |  |  |  |  |  |  |  |  |  |  |  |  |  |  |  |
| |                               |  |  |  |  |  |  |  |  |  |  |  |  |  |  |  |
| | 16. Alfonso III de Portugal   |  |  |  |  |  |  |  |  |  |  |  |  |  |  |  |
| |                               |  |  |  |  |  |  |  |  |  |  |  |  |  |  |  |
| |                               |  |  |  |  |  |  |  |  |  |  |  |  |  |  |  |
| | 8. Dionisio I de Portugal     |  |  |  |  |  |  |  |  |  |  |  |  |  |  |  |
| |                               |  |  |  |  |  |  |  |  |  |  |  |  |  |  |  |
| |                               |  |  |  |  |  |  |  |  |  |  |  |  |  |  |  |
| | 17. Beatriz de Castilla       |  |  |  |  |  |  |  |  |  |  |  |  |  |  |  |
| |                               |  |  |  |  |  |  |  |  |  |  |  |  |  |  |  |
| |                               |  |  |  |  |  |  |  |  |  |  |  |  |  |  |  |
| | 4. Alfonso IV de Portugal     |  |  |  |  |  |  |  |  |  |  |  |  |  |  |  |
| |                               |  |  |  |  |  |  |  |  |  |  |  |  |  |  |  |
| |                               |  |  |  |  |  |  |  |  |  |  |  |  |  |  |  |
| | 18. Pedro III de Aragón       |  |  |  |  |  |  |  |  |  |  |  |  |  |  |  |
| |                               |  |  |  |  |  |  |  |  |  |  |  |  |  |  |  |
| |                               |  |  |  |  |  |  |  |  |  |  |  |  |  |  |  |
| | 9. Isabel de Portugal (santa) |  |  |  |  |  |  |  |  |  |  |  |  |  |  |  |
| |                               |  |  |  |  |  |  |  |  |  |  |  |  |  |  |  |
| |                               |  |  |  |  |  |  |  |  |  |  |  |  |  |  |  |
| | 19. Constanza II de Sicilia   |  |  |  |  |  |  |  |  |  |  |  |  |  |  |  |
| |                               |  |  |  |  |  |  |  |  |  |  |  |  |  |  |  |
| |                               |  |  |  |  |  |  |  |  |  |  |  |  |  |  |  |
| | 2. Pedro I de Portugal        |  |  |  |  |  |  |  |  |  |  |  |  |  |  |  |
| |                               |  |  |  |  |  |  |  |  |  |  |  |  |  |  |  |
| |                               |  |  |  |  |  |  |  |  |  |  |  |  |  |  |  |
| | 20. Alfonso X de Castilla     |  |  |  |  |  |  |  |  |  |  |  |  |  |  |  |
| |                               |  |  |  |  |  |  |  |  |  |  |  |  |  |  |  |
| |                               |  |  |  |  |  |  |  |  |  |  |  |  |  |  |  |
| | 10. Sancho IV de Castilla     |  |  |  |  |  |  |  |  |  |  |  |  |  |  |  |
| |                               |  |  |  |  |  |  |  |  |  |  |  |  |  |  |  |
| |                               |  |  |  |  |  |  |  |  |  |  |  |  |  |  |  |
| | 21. Violante de Aragón        |  |  |  |  |  |  |  |  |  |  |  |  |  |  |  |
| |                               |  |  |  |  |  |  |  |  |  |  |  |  |  |  |  |
| |                               |  |  |  |  |  |  |  |  |  |  |  |  |  |  |  |
| | 5. Beatriz de Castilla        |  |  |  |  |  |  |  |  |  |  |  |  |  |  |  |
| |                               |  |  |  |  |  |  |  |  |  |  |  |  |  |  |  |
| |                               |  |  |  |  |  |  |  |  |  |  |  |  |  |  |  |
| | 22. Alfonso de Molina         |  |  |  |  |  |  |  |  |  |  |  |  |  |  |  |
| |                               |  |  |  |  |  |  |  |  |  |  |  |  |  |  |  |
| |                               |  |  |  |  |  |  |  |  |  |  |  |  |  |  |  |
| | 11. María de Molina           |  |  |  |  |  |  |  |  |  |  |  |  |  |  |  |
| |                               |  |  |  |  |  |  |  |  |  |  |  |  |  |  |  |
| |                               |  |  |  |  |  |  |  |  |  |  |  |  |  |  |  |
| | 23. Mayor Alfonso de Meneses  |  |  |  |  |  |  |  |  |  |  |  |  |  |  |  |
| |                               |  |  |  |  |  |  |  |  |  |  |  |  |  |  |  |
| |                               |  |  |  |  |  |  |  |  |  |  |  |  |  |  |  |
| | 1. Juan I, rey de Portugal    |  |  |  |  |  |  |  |  |  |  |  |  |  |  |  |
| |                               |  |  |  |  |  |  |  |  |  |  |  |  |  |  |  |
| |                               |  |  |  |  |  |  |  |  |  |  |  |  |  |  |  |
| | 6. Lourenço Martins           |  |  |  |  |  |  |  |  |  |  |  |  |  |  |  |
| |                               |  |  |  |  |  |  |  |  |  |  |  |  |  |  |  |
| |                               |  |  |  |  |  |  |  |  |  |  |  |  |  |  |  |
| | 3. Teresa Gille Lourenço      |  |  |  |  |  |  |  |  |  |  |  |  |  |  |  |
| |                               |  |  |  |  |  |  |  |  |  |  |  |  |  |  |  |
| |                               |  |  |  |  |  |  |  |  |  |  |  |  |  |  |  |
| | 7. Sancha Martins             |  |  |  |  |  |  |  |  |  |  |  |  |  |  |  |
| |                               |  |  |  |  |  |  |  |  |  |  |  |  |  |  |  |
| |                               |  |  |  |  |  |  |  |  |  |  |  |  |  |  |  |

| Predecesor: Leonor Téllez de Meneses (en 1384)                                                                                                   | Regente y Defensor del Reino Interregno en su nombre estando en guerra contra los reyes proclamados Beatriz de Portugal y Juan I de Castilla 1384-1385 | Sucesor: Leonor de Aragón (en 1438) |
| Predecesor: Interregno: Beatriz de Portugal y Juan I de Castilla (reyes proclamados; en guerra contra él mismo como defensor e regedor do reino) | Rey de Portugal y Algarve 1385-1433 | Sucesor: Eduardo I                  |